# Накарава, Леоне
Леоне Накарава OF (фидж. Leone Nakarawa; род. 4 февраля 1988, Тавуа, Западный округ) — фиджийский регбист, чемпион летних Олимпийских игр 2016 года по регби-7. Выступал ранее за шотландский клуб «Глазго Уорриорз» на позиции нападающего второй линии (замка) и сборную Фиджи по регби, с 2016 года защищает цвета французского «Расинга 92». В 2018 году признан лучшим регбистом года в Европе.

## Биография
Накарава учился в колледже Тавуа. Выступает за сборную Фиджи с 2009 года, дебютировав за команду в Нукуалофа 13 июня 2009 года в матче против Тонга. В 2010 году он сыграл на Кубке тихоокеанских наций. Он проходил службу в вооружённых силах Фиджи, вследствие чего по законам страны он не мог выступать во время службы на чемпионате мира, однако для него сделали исключение и разрешили ему отправиться на турнир. Позже Накарава уволился из армии, чтобы продолжить карьеру регбиста.
Выступая за команду «Фиджи Барбарианс» в Тихоокеанском кубке, Накарава отклонял предложения из Франции и Англии и не собирался переезжать в Европу, пока в августе 2013 года не подписал контракт с шотландским «Глазго Уорриорз». Параллельно он тренировался с любительской командой «Глазго Хоукс». В сезоне 2014/2015 Накарава выиграл финал Про12 в Белфасте, победив в составе своей команды ирландский клуб «Манстер» (31:13) и получив приз лучшего игрока финала (заменён на 66-й минуте), в том же сезоне стал лидером по числу офф-лодов в Кубке европейских чемпионов (25).
В 2015 году Накарава сыграл снова на чемпионате мира за сборную Фиджи, попав в сборную звёзд турнира. После чемпионата мира он перешёл во французский «Расинг», войдя по итогам сезона Про12 2015/2016 в символическую сборную чемпионата. На Олимпиаде в Рио-де-Жанейро Накарава, выступавший в регби-7, занёс попытку в финальном матче против сборной Великобритании (победа 43:7) и стал олимпийским чемпионом.

## Стиль игры
Накарава считается одним из лучших замков в мировом регби. Известен благодаря сильному телосложению, хорошей игре в открытом поле и силовой борьбе против защитников.

## Награды
- Чемпион летних Олимпийских игр 2016 года
- Офицер ордена Фиджи (2016)[8]